# Перевозчик (птица)
Перевозчик (лат. Actitis hypoleucos) — птица семейства бекасовых (Scolopacidae).

## Описание

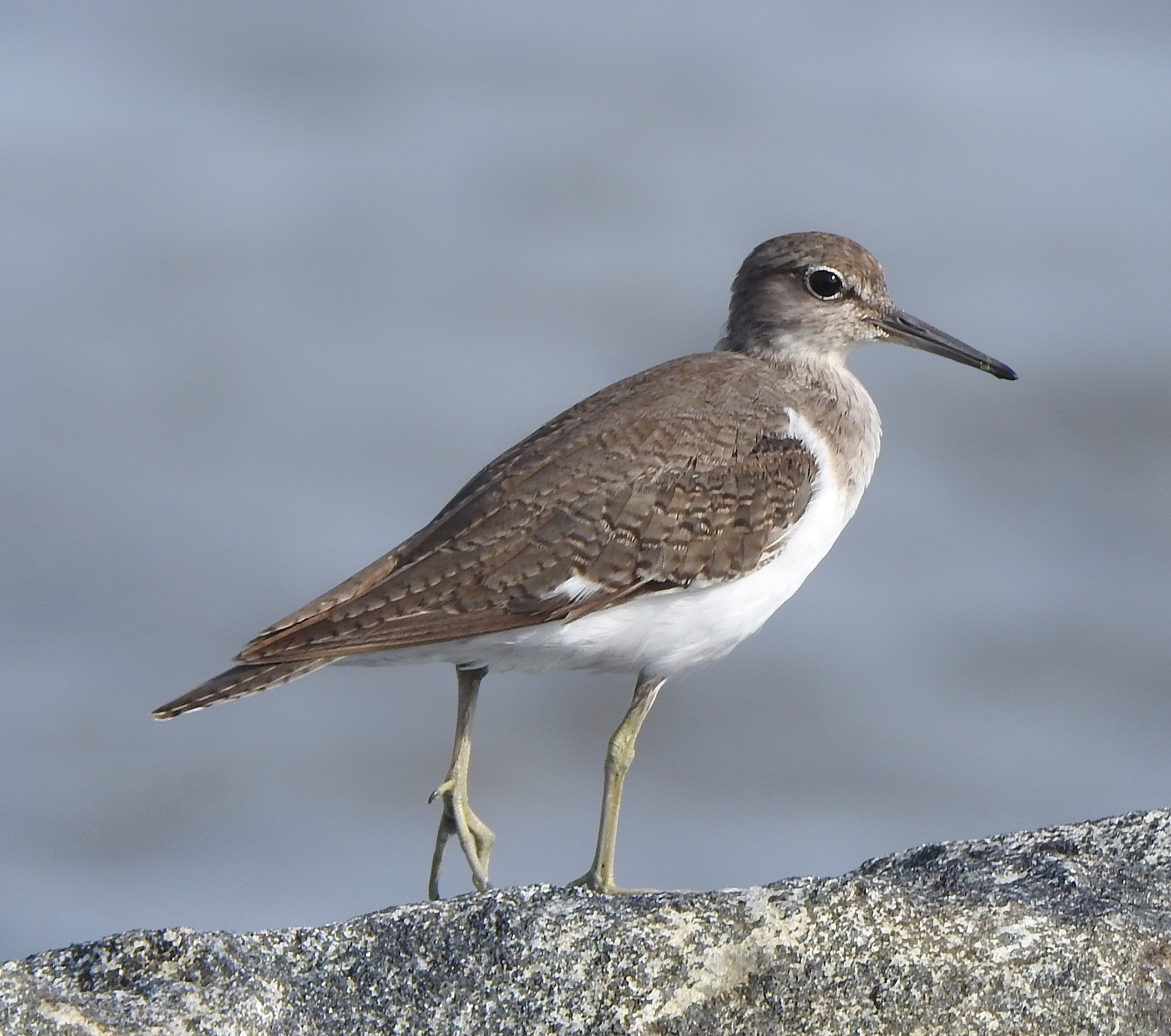
Обыкновенный перевозчик

Взрослая особь достигает величины 22 см, а её размах крыльев составляет до 40 см. Вес колеблется в пределах от 40 до 80 г. Брюшко окрашено в белый цвет, а верхняя сторона покрыта узором из бурых тонов. Глаза чёрные, относительно короткие лапки окрашены в бледно-жёлтый цвет. У перевозчика клюв средней величины и тёмная полоска по обе стороны глаз. У самцов и самок одинаковый окрас.
Перевозчик летает, как правило, над водой, его полёт быстрый, равномерный и низкий. Также он умеет плавать и нырять до глубины 1 м, задерживая дыхание до 20 с. Его естественными врагами являются соколообразные и другие хищники. Звук, издаваемый перевозчиком, слышится как «хидидиди».

## Распространение
Время с апреля по октябрь перевозчик проводит в разных регионах Европы, за исключением Исландии. Зимует он в широтах от южного Средиземноморья до Южной Африки. Его часто можно встретить у рек и ручьёв, а также у непроточных водоёмов.

## Питание
Перевозчик питается насекомыми и пауками. Кроме этого, к его добыче относятся небольшие ракообразные и моллюски, которых он подбирает клювом на мелководье.

## Размножение

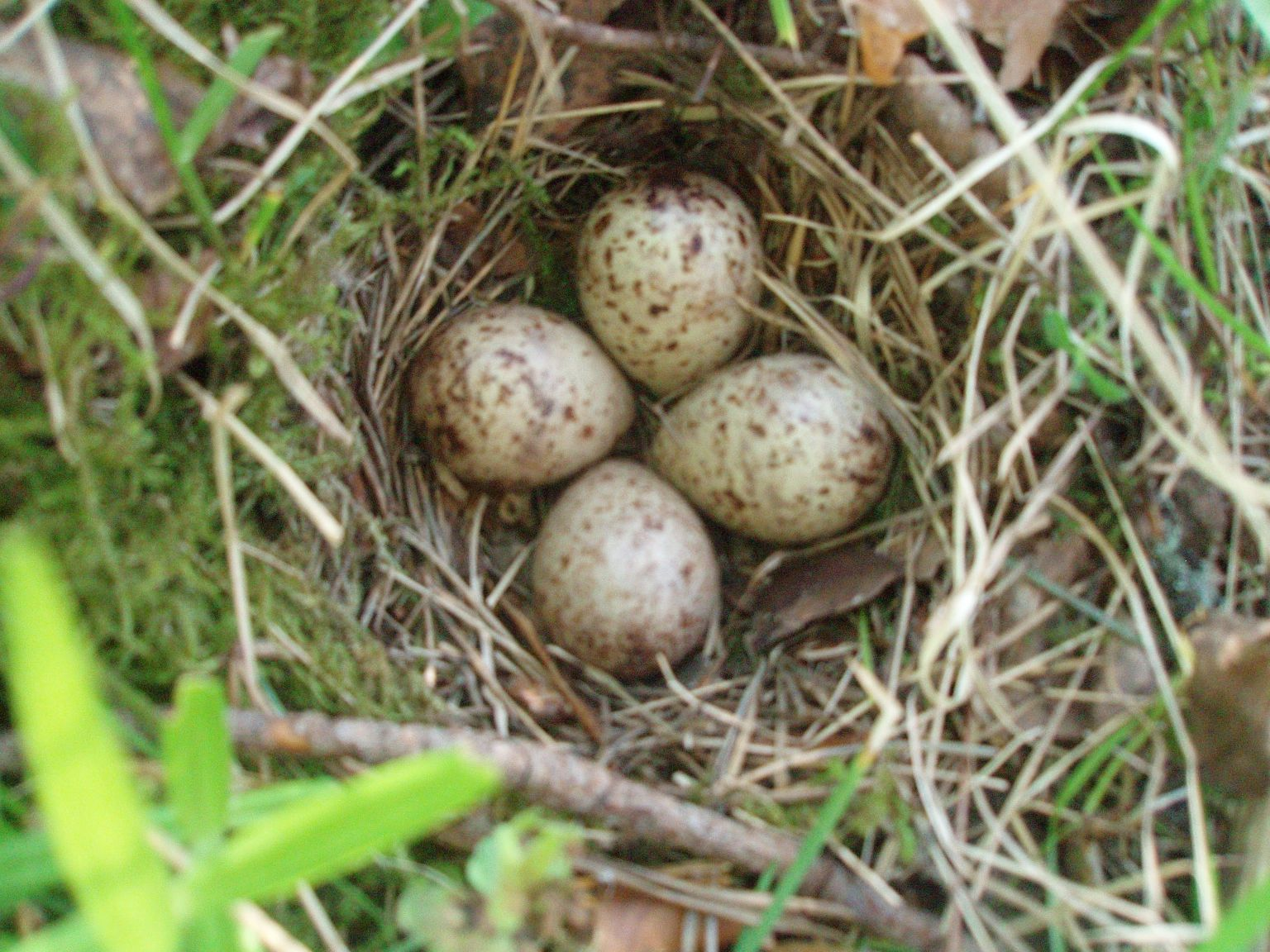
Гнездо обыкновенного перевозчика

Период гнездования длится с мая по август. Гнездо представляет собой углубление в земле, выстланное растительным материалом. Строится на островках или вблизи берега, будучи хорошо спрятанным в густых зарослях. Самка обычно откладывает по четыре яйца величиной 35 мм. В насиживании, которое длится три недели, принимают участие оба родителя.